# Lerwick
Lerwick (/ˈlɜːrwɪk/ —del gaélico escocés: Liùrabhaig—) es la capital y principal puerto de las Islas Shetland, Escocia (Reino Unido), ubicada a más de 160 kilómetros de la costa norte del territorio continental de Gran Bretaña en la costa este de Mainland. Lerwick se encuentra a 340 kilómetros al norte de Aberdeen, 370 kilómetros al oeste de Bergen en Noruega y 270 kilómetros al sureste de Tórshavn en las Islas Feroe.
Según estimaciones del año 2010, Lerwick, posee una población de 7500 residentes y es la ciudad más al norte y este de casi toda Escocia (hay otros grandes asentamientos más al norte de las Islas Shetland, la aldea más notable es la de Brae).
Una de las estaciones meteorológicas costeras del Reino Unido se encuentra en Lerwick.

## Historia
Lerwick es un nombre con raíces en nórdico antiguo y de su descendiente local, el dialecto norn, que se hablaba en las Islas Shetland hasta mediados del siglo XIX. El nombre "Lerwick" significa bahía de arcilla. El nombre correspondiente noruego es Leirvik, Leir que significa arcilla y Vick que significa "bahía". Existen localidades con nombres similares en el sur oeste de Noruega (Leirvik) y también en las Islas Feroe.
La evidencia de asentamientos humanos en la zona de Lerwick se remonta a 3000 años, atrás en torno a Clickimin Broch.
El primer establecimiento en ser conocido como Lerwick fue fundado en el siglo XVII como un puerto de pescadores de arenque y pescado blanco para comerciar con la flota holandesa. Este establecimiento estuvo en la parte continental (oeste) de Bressay Sound, un puerto natural con entradas al sur y norte, entre la parte continental de Shetland y la isla de Bressay.
Este grupo de chozas de madera fueron quemadas en dos ocasiones. Una en el siglo XVII por los residentes de la entonces ciudad de Scalloway, que desaprobaban las actividades inmorales y borrachas de los pescadores y marineros. Otra, en 1702 por la flota francesa.
Fort Charlotte se construyó a mediados del siglo XVII en la línea de plata de Lerwick y se comenzaron a construir edificios alrededor de 'la fortaleza' y a lo largo de la costa. La concentración principal de edificios fue en el área de los 'carriles"; una empinada ladera que se extiende desde la costa hasta Hillhead en la parte superior.
Lerwick se convirtió en la capital de las Islas Shetland en 1708. Cuando Lerwick se hizo más próspera a través del comercio marino y la industria pesquera durante el siglo XIX, la ciudad se expandió al oeste de Hillhead. El Lerwick Town Hall fue construido durante este período de expansión.
El próximo período de expansión significativa fue durante el auge del petróleo del mar del Norte de la década de 1970 cuando grandes desarrollos habitacionales fueron construidos al norte de Staney Hill (localizado en Lewrick) y al sur (Nederdale y Sandveien).

## Industria y economía
Lerwick tiene un puerto de pesca y de transbordadores. El puerto también hace servicios de buques en apoyo a la industria petrolera.

## Edificios notables

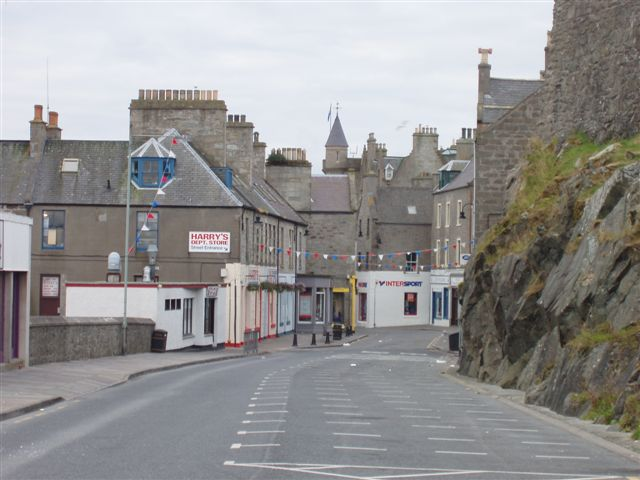

Entre los edificios más significativos de Lerwick se encuentran el Fuerte de Charlotte, el ayuntamiento, Böd of Gremista, el Museo y los Archivos de las Shetland y Clickimin Broch.

## Iglesias
Hay varias iglesias en Lerwick, incluyendo:
- Iglesia Adam Clarke Memorial Methodist (una congregación de la Iglesia Metodista de Gran Bretaña)
- Assemblies of God.
- Baptist Church, Clairmont Place.
- Congregational Church.
- Emmanuel Christian Fellowship.
- Iglesia St. Columba - uno de los tres edificios de Lerwick y de la Iglesia Bressay Parish (parte de la Iglesia de Escocia).
- Iglesia St. Magnus, Greenfield Place (parte de la Iglesia Episcopal Escocesa).
- Eben Ezer Gospel Hall, Iglesia Bretheren.
- Iglesia de Santa Margarita (Iglesia católica).

## Transporte
Lerwick tiene el Aeropuerto Tingwall localizado a unos pocos kilómetros y el Aeropuerto Sumburgh que está más al sur, y todo el año hay vuelos a numerosos destinos en el Reino Unido.
Northlink Ferries operan un servicio diario de ferry nocturno entre Lerwick y Aberdeen, regularmente en Kirkwall en las Islas Orcadas.

## Escuelas y educación
Lerwick tiene tres escuelas; la escuela primaria Bell Brae, la escuela primaria Sound y la Secundaria Anderson.
La Universidad Shetland, una institución asociada del Instituto UHI Millennium, también está en la ciudad, ofreciendo educación a nivel de grado (entre otros cursos de formación continua) para los locales que encuentran difícil estudiar más lejos (la universidad más cercana es la Universidad de Aberdeen, que tiene un viaje en barco cerca de doce horas de duración).

## Hospitales y atención sanitaria
El Hospital Gilbert Bain proporciona servicios de atención secundaria a toda Shetland. El Centro de Salud Lerwick está situado en la carretera South del hospital.

## Medios de comunicación
La estación de radio SIBC emite todos los días desde un estudio en la calle Market. BBC Radio Shetland, tiene sus estudios en Pitt Lane. Shetland Times, un semanario local, tiene su sede en Gremista en la periferia norte de Lerwick. Millgaer Media Group, una compañía de producción multimedia que incluye Shetland Television, posee su sede en el North Ness Business Park.

## Cultura
Lerwick tiene fuertes lazos con los países escandinavos, en particular Noruega (Lerwick tiene un acuerdo de amistad con Måløy en Noruega), y esto se refleja en los nombres de las calles de Lerwick (por ejemplo, King Harald Street, King Haakon Street).

## Eventos
Lerwick es el foco de la mayoría de los eventos en las Islas Shetland, incluyendo el mayor de los festivales anuales Up Helly-Aa.